# Aliona Dubitskaya
Aliona Dubitskaya (en bielorruso: Алёна Дубіцкая, Bastuny, URSS, 25 de enero de 1990) es una deportista bielorrusa que compite en atletismo, especialista en el lanzamiento de peso.
Ganó una medalla de bronce en el Campeonato Europeo de Atletismo de 2018. Participó en dos Juegos Olímpicos de Verano, ocupando el octavo lugar en Río de Janeiro 2016 y el noveno en Tokio 2020, en su especialidad.

## Palmarés internacional
| Campeonato Europeo | Campeonato Europeo | Campeonato Europeo | Campeonato Europeo |
| Año                | Lugar              | Medalla            | Prueba             |
| ------------------ | ------------------ | ------------------ | ------------------ |
| 2018               | Berlín (Alemania)  | Medalla de bronce  | Peso               |